# Cristian Riveros
Cristian Miguel Riveros Núñez (Juan Augusto Saldívar, 16 oktober 1982) is een Paraguayaans betaald voetballer die bij voorkeur op het middenveld speelt. Hij verruilde in januari 2018 Olimpia voor Libertad.

## Interlandcarrière
Op 4 mei 2005 debuteerde Riveros tegen Ecuador in het Paraguayaans voetbalelftal, waarvoor hij meer dan zeventig interlands speelde sindsdien. Riveros maakte deel uit van de nationale selecties voor het WK 2006 en het WK 2010.